# Rakovice (Eslováquia)
Rakovice é um município da Eslováquia, situado no distrito de Piešťany, na região de Trnava. Tem 6,96 km² de área e sua população em 2018 foi estimada em 602 habitantes.

## Demografia
| Ano:        | 1994 | 2004   | 2014    | 2024    |
| ----------- | ---- | ------ | ------- | ------- |
| Broj ljudi: | 475  | 509    | 570     | 641     |
| Razlika:    |      | +7,15% | +11,98% | +12,45% |

| Ano:               | 2023 | 2024   |
| ------------------ | ---- | ------ |
| Número de pessoas: | 631  | 641    |
| Diferença:         |      | +1,58% |